# Clathrus
Clathrus is een geslacht van schimmels behorend tot de familie Phallaceae. De typesoort is de traliestinkzwam (Clathrus ruber). Net als bij andere leden van de familie, zijn volwassen vruchtlichamen bedekt met een olijfbruine slijmerige gleba (bodem), die sporen bevat die vliegen aantrekken. Deze schimmels zijn saprobisch (voeden zich met dood organisch materiaal) en komen veel voor in hakselhout.

## Soorten
Volgens Index Fungorum bevat het geslacht 57 soorten:
| Soortnaam                        | Auteur(s)                                                 | Publicatiejaar |
| -------------------------------- | --------------------------------------------------------- | -------------- |
| Clathrus acuminatus              | Roxb.                                                     |                |
| Clathrus adnatus                 | Batsch                                                    | 1783           |
| Clathrus affinis                 | Lloyd                                                     | 1909           |
| Clathrus albidus                 | L. Becker ex E. Fisch.                                    | 1888           |
| Clathrus americanus              | Lloyd                                                     | 1909           |
| Clathrus archeri (Inktviszwam)   | (Berk.) Dring                                             | 1980           |
| Clathrus argentinus              | L.S. Domínguez                                            | 1985           |
| Clathrus ater                    | Huds.                                                     | 1778           |
| Clathrus australis               | Speg.                                                     | 1887           |
| Clathrus baumii                  | Henn.                                                     | 1903           |
| Clathrus camerunensis            | Henn.                                                     | 1890           |
| Clathrus campana                 | Lour.                                                     | 1793           |
| Clathrus cancellatus             | L.                                                        | 1753           |
| Clathrus chrysomycelinus         | Möller                                                    | 1895           |
| Clathrus cinereus                | L.                                                        | 1763           |
| Clathrus colonnarius             | Léman                                                     | 1817           |
| Clathrus columnatus              | Bosc                                                      | 1811           |
| Clathrus crispatus               | Thwaites ex E. Fisch.                                     | 1893           |
| Clathrus crispus                 | Turpin                                                    | 1829           |
| Clathrus cristatus               | Fazolino, Calonge & Baseia                                | 2010           |
| Clathrus delicatus               | Berk. & Broome                                            | 1873           |
| Clathrus fischeri                | Pat. & Har.                                               | 1893           |
| Clathrus flavus                  | L.                                                        | 1763           |
| Clathrus guttatus                | Fr.                                                       | 1851           |
| Clathrus hainanensis             | X.L. Wu                                                   | 1998           |
| Clathrus higginsii               | F.M. Bailey                                               | 1912           |
| Clathrus hirudinosus             | Tul.                                                      | 1849           |
| Clathrus hydriensis              | Hacq.                                                     |                |
| Clathrus intermedius             | E. Fisch.                                                 | 1893           |
| Clathrus luxurians               | Brond.                                                    | 1830           |
| Clathrus mauritianus             | (Lloyd) Dring                                             | 1980           |
| Clathrus mexicanus               | Juv. García & A. López                                    | 1995           |
| Clathrus natalensis              | G.S. Medeiros, Melanda, T.S. Cabral, B.D.B Silva & Baseia | 2018           |
| Clathrus nicaeensis              | Barla                                                     |                |
| Clathrus nudus                   | L.                                                        | 1755           |
| Clathrus oahuensis               | Dring                                                     | 1971           |
| Clathrus olivaceus               | Bolton                                                    | 1790           |
| Clathrus parvulus                | Bres. & Roum.                                             | 1890           |
| Clathrus pedatus                 | Schmidel                                                  | 1793           |
| Clathrus pediculatus             | Guett.                                                    | 1747           |
| Clathrus pedunculatus            | Batsch                                                    | 1783           |
| Clathrus pertusus                | Batsch                                                    | 1783           |
| Clathrus pseudocancellatus       | (E. Fisch.) Lloyd                                         | 1909           |
| Clathrus pseudocrispus           | Lloyd                                                     | 1909           |
| Clathrus recutitus               | L.                                                        | 1763           |
| Clathrus roseovolvatus           | Lécuru, Mornand, Fiard & Courtec.                         | 2013           |
| Clathrus ruber (Traliestinkzwam) | P. Micheli ex Pers.                                       | 1801           |
| Clathrus sphaerocephalus         | Lilj.                                                     | 1792           |
| Clathrus sulphureus              | Lilj.                                                     | 1792           |
| Clathrus tepperianus             | F. Ludw.                                                  | 1890           |
| Clathrus transvaalensis          | Eicker & D.A. Reid                                        | 1990           |
| Clathrus treubii                 | Lloyd                                                     | 1907           |
| Clathrus trilobatus              | Cobb                                                      | 1906           |
| Clathrus triscapus               | Speg.                                                     | 1906           |
| Clathrus turbinatus              | Huds.                                                     | 1778           |
| Clathrus volvaceus               | Bull.                                                     | 1790           |
| Clathrus xiningensis             | (H.A. Wen) B. Liu                                         | 1994           |